# Гейкант (Гастел)
Гейкант (нід. Heikant) — селище в нідерландській провінції Північний Брабант. Входить до муніципалітету Кранендонк.